# 佐藤直 (陸士35期)
佐藤 直（さとう なおし、1901年（明治34年）4月26日 - 1945年（昭和20年）12月26日）は、大日本帝国陸軍軍人。最終階級は陸軍少将。功四級。

## 経歴・人物
山形県出身。1923年（大正12年）陸軍士官学校第35期卒業。1935年（昭和10年）陸軍大学校第47期卒業。
1939年（昭和14年）12月に第1飛行集団参謀、1941年（昭和16年）7月に航空兵団参謀、1942年（昭和17年）5月に陸軍大学校教官を経て、同年8月に陸軍航空兵大佐に昇進。
大東亜戦争に入ると、1943年（昭和18年）2月に北方軍参謀、同年11月に第3航空軍高級参謀（南方軍）、1945年（昭和20年）7月に第7方面軍高級参謀を歴任し、シンガポールで終戦を迎えた。
戦後自決し、陸軍少将に特進した。